# Автобан A620 (Німеччина)
Федеральний автобан 620 (A620, нім. Bundesautobahn 620) — автобан у Німеччині, що сполучає Саарлуї із Саарбрюккеном. Разом з A8 він служить частиною сполучення між Люксембургом і Німеччиною. Оскільки більша частина A620 розташована вздовж річки Саар, одна ділянка в Саарбрюккені, кілька разів на рік зазнає повеней. Через це місцеві мешканці жартома називають її «Bundesschifffahrtsstrasse» (Федеральний водний шлях) і «Nebenfluss der Saar mit 13 Buchstaben» (притока Саару з 13 буквами). Обговорюється тунелем, щоб обійти цю проблему.